# Echinades

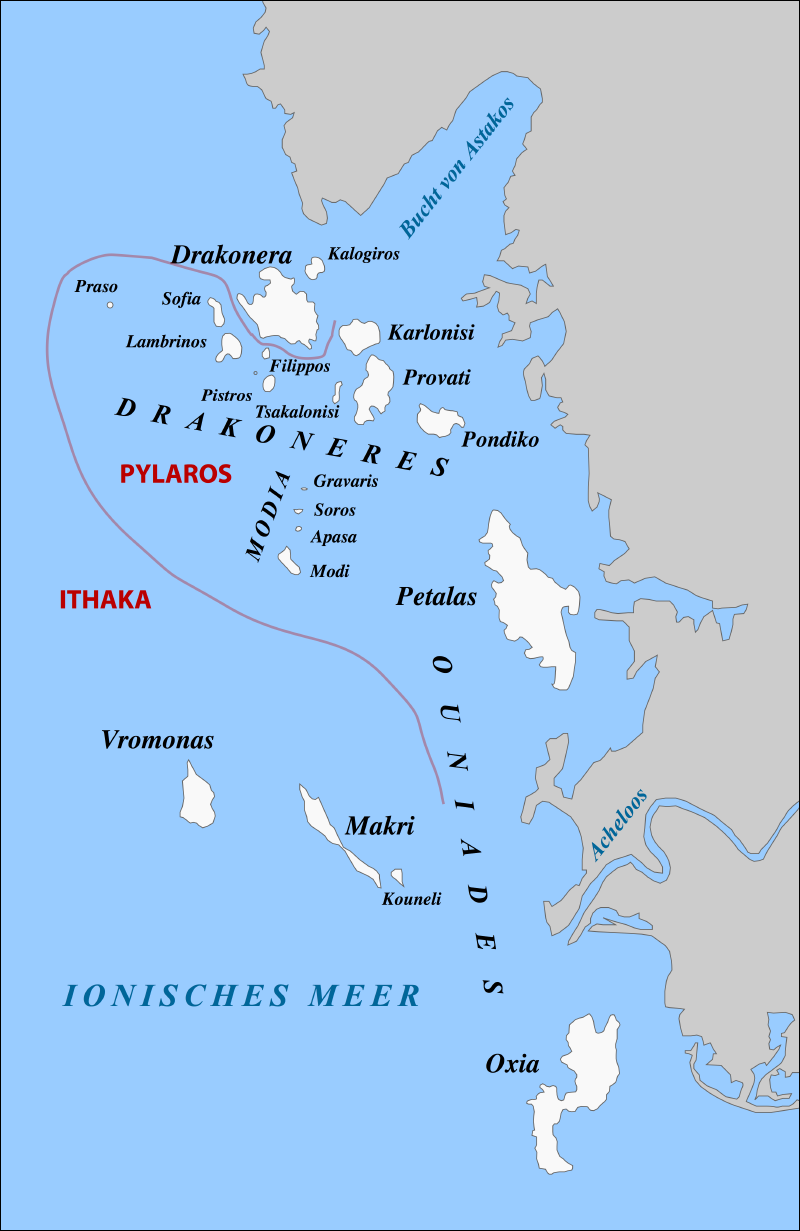
Wyspy Echinades

Echinades (nowogr. Εχινάδες Νησιά, Echinades Nisia) – grupa 20 niewielkich wysp na Morzu Jońskim, położonych u zachodniego wybrzeża Grecji. W starożytności nosiły nazwy Echiny (u Homera – αἱ Ἐχῖναι νῆσοι) i Echinady (u Herodota, Tukidydesa i Strabona – αἱ Ἐχινάδες νῆσοι). Wyspy są częścią Akarnanii.

## Krótki opis
Administracyjnie leżą w administracji zdecentralizowanej Peloponez, Grecja Zachodnia i Wyspy Jońskie i w regionie Wyspy Jońskie. Należą do dwóch jednostek regionalnych: Itaka (gmina Itaka) i Kefalinia (gmina Kefalinia). Najdalej wysuniętą na południe i najbliższą ujścia rzeki Acheloos jest wyspa Oksia (gr. Oξεíα). Powierzchnia wyspy wynosi ponad 4,2 km²; długość 5 km; szerokość 2 km; najwyższe wzniesienie 421 m n.p.m. W rejonie Oksii w październiku 1571 roku zgromadziła się flota Świętej Ligi przed bitwą pod Lepanto.

## Geografia
Archipelag ten obejmuje 3 grupy wysp:
- Ouniades (5 bezludnych wysp) - łączna powierzchnia: 11,845 km²
  - Petalas - 38°24′50″N 21°05′41″E/38,413889 21,094722; pow. 5,497 km²; najwyższe wzniesienie 251 m n.p.m.
  - Oksia (Oxeia) - 38°18′13″N 21°06′39″E/38,303611 21,110833; pow. 4,223 km²; dł: 5 km; szer. 2 km; 421 m n.p.m.
  - Vromonas - 38°22′09″N 20°59′43″E/38,369167 20,995278; pow. 1,047 km²; 141 m n.p.m.
  - Makri - 38°21′30″N 21°02′19″E/38,358333 21,038611; pow. 0,983 km²; dł: 2,5 km; szer. 0,5 km; 126 m n.p.m.; linia brzegowa 7,28 km
  - Kouneli (Makropoula) - 38°21′06″N 21°03′17″E/38,351667 21,054722; pow. 0,095 km²; 126 m n.p.m.
- Drakoneres (11 bezludnych wysp) - łączna powierzchnia około 6,15 km²
  - Drakonera - 38°28′51″N 21°01′15″E/38,480833 21,020833; pow. 2,442 km²; najwyższe wzniesienie 137 m n.p.m.
  - Provati - 38°27′48″N 21°02′53″E/38,463333 21,048056; pow. 1,21 km²; 75 m n.p.m.
  - Ponitkos - 38°27′17″N 21°03′59″E/38,454722 21,066389; pow. 0,736 km²; 62 m n.p.m.
  - Karlonisi - 38°28′32″N 21°02′35″E/38,475556 21,043056; pow. 0,719 km²; 77 m n.p.m.
  - Lamprinos - 38°28′22″N 21°00′18″E/38,472778 21,005000; pow. 2,442 km²; 61 m n.p.m.
  - Kalogiros - 38°29′28″N 21°08′49″E/38,491111 21,146944; pow. 0,249 km²
  - Sofia - 38°28′49″N 21°00′05″E/38,480278 21,001389; pow. 0,174 km²
  - Pistros - 38°27′51″N 21°00′58″E/38,464167 21,016111; pow. 0,114 km²; 41 m n.p.m.
  - Tsakalonisi - 38°27′44″N 21°02′11″E/38,462222 21,036389; pow. 0,1 km²
  - Filippos - 38°28′17″N 21°00′55″E/38,471389 21,015278; pow. 0,046 km²
  - Praso (wysepka)
- Modia (4 bezludne wyspy) - łączna powierzchnia około 0,33 km²
  - Modio - 38°25′25″N 21°01′20″E/38,423611 21,022222; pow. 0,258 km²; najwyższe wzniesienie 66 m n.p.m.
  - Soros - 38°26′05″N 21°01′30″E/38,434722 21,025000; pow. 0,038 km²; 31 m n.p.m.
  - Apasa - 38°25′53″N 21°01′29″E/38,431389 21,024722; pow. 0,024 km²; 17 m n.p.m.
  - Girovaris - 38°26′24″N 21°01′36″E/38,440000 21,026667; najwyższe wzniesienie 41 m n.p.m.